# Karl von Hegel
Pour les articles homonymes, voir Hegel (homonymie).
Karl von Hegel, né le 7 juin 1813 à Nuremberg et mort le 14 décembre 1901 à Erlangen, est un historien bavarois.
De son vivant il fut un historien reconnu et très estimé qui reçut maints honneurs et récompenses parce qu’il fut un des historiens des villes les plus éminents de la deuxième moitié du XIXe siècle. Néanmoins son œuvre ne fut que peu remarquée aux XXe et XXIe siècles.

## Biographie
Karl Hegel est le fils du philosophe Georg Hegel. En 1808, son père est recteur du gymnasium (lycée) de Nuremberg (aujourd'hui Melanchton-Gymnasium). Georg Wilhelm Friedrich Hegel meurt en 1831, quand Karl Hegel est âgé de 18 ans. Sa propre carrière souffre de la renommée de son père. Sa mère, Marie Helena Susanna von Tucher (1791-1855) est issue d’une famille noble établie de longue date à Nuremberg.
Karl Hegel passe ses trois premières années à Nuremberg. En 1816, la famille s’installe à Heidelberg où son père devient professeur de philosophie. En 1818, la famille déménage à Berlin. Karl Hegel fait des études à Berlin et à Heidelberg. Un de ses professeurs d’université est Leopold von Ranke. En 1837, il obtient un doctorat avec sa thèse sur Alexandre le Grand.
De 1838 à 1839, il reste en Italie et fait de nombreuses recherches historiques. De retour à Berlin il travaille dans un lycée pendant une brève période. De 1841 à 1856, il est professeur d’histoire et de science politique à l’université de Rostock. En 1847, il publie deux volumes de L’ Histoire de la Constitution Urbaine en Italie depuis l’Empire romain jusqu’à la fin du XIIe siècle. À partir de cette date, il devient un historien célèbre. Les universités de Leipzig, Kiel, Munich, Greifswald et Erlangen lui proposent un poste de professeur.
En 1850, il est élu député du parlement de Erfurt. Cette même année il épouse sa cousine Susanna von Tucher. En 1856, l’université de Erlangen le fait doyen du département d’histoire et, en 1870, il est directeur adjoint de l'université Friedrich-Alexander d'Erlangen-Nuremberg.
De 1862 à 1899, 27 volumes des Die Chroniken der deutschen Städte sont publiés sous son égide et édités pour la Commission de l’Académie des Sciences et Humanités Bavaroise à Munich. Hegel écrit les six volumes concernant Nuremberg, Strasbourg et Mayence. Avec Hegel en chef de section, l’édition des chroniques devient un des projets le plus accomplis de la Commission Historique de Munich auprès de l’Académie Royale. Des historiens chevronnés, des experts d’études allemandes et des juristes comme Karl Lamprecht, Georg von Below, Matthias Lexer où Ferdinand Frensdorff sont ses employés.
Hegel fait des publications jusqu’à un âge avancé. Dans les années 1870, il participe à la controverse sur l’authenticité de la chronique florentine de Dino Compagni. Il est opposé à Paul Scheffer Boichorst. Les arguments de Hegel se sont avérés justes. Plus tard, en 1891, il publie Villes et Corporations des Peuples Germaniques au Moyen Âge. Cette présentation devient une œuvre de référence et est bien reçue par la critique internationale. En 1898 sa dernière monographie parait : Die Entstehung des deutschen Städtewesens. Pour ses recherches Hegel reçoit de nombreuses récompenses.
En 1875, il devient membre de la direction centrale de la Monumenta Germaniae Historica. Il est aussi membre des académies à Munich, Göttingen, Berlin et Vienne. L’université de Halle-Wittenberg lui accorde le titre de docteur honoris causa. En 1872, il reçoit le Michaelsorden et en 1876 la médaille bavaroise « Maximilian »  pour les sciences et les arts. En 1889 il reçoit la Croix de Chevalier de la médaille royale bavaroise des mérites. En 1891, il est anobli par le roi de Bavière et devient conseiller privé royal.
Déjà en 1884, le dictionnaire Conversations Lexicon le mentionne comme : « un professeur d’histoire bien connu ». En 1900, il publie ses mémoires. Dans son épitaphe en décembre 1901, Richard Fester l’appelle « Städtehegel ». La plus grande partie de son héritage scientifique se trouve dans le département des manuscrits de la bibliothèque universitaire de Erlangen-Nuremberg.

## Hommages
À l’occasion du centième anniversaire de sa mort, le doyen du département d’histoire moderne de Erlangen monte une exposition en coopération avec la bibliothèque universitaire de Erlangen du 20 novembre au 20 décembre 2001 : Karl Hegel  -  historien du XIXe siècle. Des conférences à sa mémoire se sont succédé depuis 2007.

## Édition
- Helmut Neuhaus: Die Brautbriefe Karl Hegels an Susanna Maria von Tucher. Aus der Verlobungszeit des Rostocker Geschichtsprofessors und der Nürnberger Patriziertochter 1849/50 (= Archiv für Kulturgeschichte. Beihefte. Heft 87). Böhlau, Köln u. a. 2018,  (ISBN 978-3-412-51128-9).
- Helmut Neuhaus: Die Brautbriefe Susanna Maria von Tuchers an Karl Hegel. Aus der Familiengeschichte der Nürnberger Patrizierfamilie Tucher von Simmelsdorf 1849/50 (= Archiv für Kulturgeschichte. Beihefte. Heft 97). Böhlau Verlag, Wien/Köln 2022,  (ISBN 978-3-412-52481-4).

## Publications (sélection)[6]
- Geschichte der Städteverfassung von Italien seit der Zeit der römischen Herrschaft bis zum Ausgang des zwölften Jahrhunderts. Mit einem Anhang über die französische und deutsche Städteverfassung [Annexe à l'égard des villes françaises et allemandes] (Leipzig 1847, Neudruck 1964, 2 vol.)
- Verfassungsgeschichte von Cöln im Mittelalter (Leipzig 1877) und von Mainz (1882)
- Geschichte der mecklenburgischen Landstände bis zum Jahr 1555 (Rostock 1856)
- Die Ordnungen der Gerechtigkeit in der florentinischen Republik (Erlangen 1867)
- Die Chronik des Dino Compagni. Versuch einer Rettung (Leipzig 1875) und
- Über den historischen Werth der älteren Dante-Commentare mit e. Anh. zur Dino-Frage (Leipzig 1878)
- Städte und Gilden der germanischen Völker im Mittelalter (Leipzig 1891, 2 vol.)
  - vol.1: England, Denmark, Sweden, Norway
  - vol.2: France, Netherlands, Germany
- Die Entstehung des Deutschen Städtewesens (Leipzig 1898)
- Karl Hegels Gedenkbuch. Lebenschronik eines Gelehrten des 19. Jahrhunderts, hg. von Helmut Neuhaus, Böhlau Verlag, (Köln et al. 2013),  (ISBN 978-3-412-21044-1)